# Français canadien
Ne doit pas être confondu avec Canadiens français ou Français québécois.
Le français canadien regroupe les diverses variétés de la langue française parlées par les francophones du Canada. La plus parlée de ces variétés est celle du Québec, le français québécois. Cependant, le français est également parlé dans d'autres provinces et territoires, principalement le Nouveau-Brunswick (33 % de la population), mais aussi l’Ontario et le Manitoba (4 % chacun) dans ce qui est appelé la ceinture bilingue. On peut ajouter à cela les petites communautés francophones du Maine, du New Hampshire et du Vermont, aux États-Unis, où les Québécois et les Acadiens (surtout au Maine) immigrèrent en grand nombre entre 1830 et 1930.

## Statut
Le français et l'anglais ont tous deux le statut de langue officielle du Canada, mais l'anglais est la langue maternelle de la majorité des Canadiens. Ce statut est reconnu principalement par la Constitution du Canada (1867, révisée en 1982) et par la Loi sur les langues officielles (1969). Le gouvernement canadien fournit ainsi des services dans les deux langues, et il en va de même de toutes les institutions fédérales.
Le Canada étant une fédération, chaque province a sa propre législation dans les compétences qui lui sont attribuées par la Constitution. Celle-ci ne précise pas si la langue est une compétence fédérale ou provinciale. Donc, le gouvernement fédéral comme les gouvernements provinciaux peuvent légiférer dans ce domaine. En cas de conflit, la Cour suprême du Canada tranche en fonction des droits reconnus dans la Constitution.
Le Québec a déclaré le français seule langue officielle de la province en 1974 par la Loi sur la langue officielle, remplacée en 1977 par la Charte de la langue française, qui confirme et renforce ce statut. Le français employé au Québec est encadré par l'Office québécois de la langue française.
Le Nouveau-Brunswick est la seule province canadienne officiellement bilingue. Quant aux gouvernements provinciaux de l'Ontario et du Manitoba, la loi provinciale les oblige à fournir les services gouvernementaux en français dans les régions où le nombre de francophones le justifie.
Dans les trois territoires nordiques (Yukon, Territoires du Nord-Ouest, Nunavut), qui ont un statut différent de celui des provinces, les deux langues sont officielles, de même que quelques langues autochtones.
En vertu de la Constitution, toutes les provinces canadiennes sont tenues de fournir l'éducation primaire et secondaire aux minorités des deux langues officielles.

## Variétés
- Le français québécois (ou français laurentien), parlé par les Québécois, et dont des variantes sont parlées par les francophones de l'Ontario, de l'Ouest canadien et de la Nouvelle-Angleterre ;
- Le français acadien, parlé par les francophones des provinces maritimes, du sud de la Gaspésie, des Îles-de-la-Madeleine, de la Côte-Nord et de la Nouvelle-Angleterre ;
- Le français terre-neuvien, parlé par une petite population de la péninsule de Port-au-Port de Terre-Neuve.

## Usages typographiques
La norme typographique officielle utilisée pour le français au Canada diffère de celles observées dans d’autres pays francophones.
Au contraire des usages typographiques français, dont ceux en vigueur à l’Imprimerie nationale de France (et employés sur Wikipédia en français), l’usage canadien est de ne pas insérer d’espaces avant les signes de ponctuation doubles, c’est-à-dire le point d’exclamation, le point d’interrogation et le point-virgule si les espaces fines insécables ne sont pas disponibles. Le deux-points fait exception à la règle et doit être précédé d’une espace,. Le tiret-cadratin n'a pas d'espace à la fin de la phrase, mais prend un espace avant un mot et après un mot si la phrase continue. Les symboles monétaires et le pour cent prennent une espace.
Les guillemets et leurs usages suivent les mêmes règles que dans la norme française : on utilise les guillemets dit à chevrons ou français avec des espaces insécables (« … ») au premier niveau des citations. Pour les citations de deuxième rang, contrairement à ce qui est préféré par l’Imprimerie nationale de France, la norme canadienne utilise des guillemets anglais doubles (“…”) comme de nombreuses publications françaises comme le journal Le Monde,.
Exemple :
- Norme canadienne : « Quoi? Elle a dit : “Ma mère est brésilienne; mon père chinois.” C’est cosmopolite! »
- Norme préférée par l’Imprimerie nationale de France : « Quoi ? Elle a dit : « Ma mère est brésilienne ; mon père chinois. » C’est cosmopolite ! »[9]
- Usage dans la presse française : « Quoi ? Elle a dit : “Ma mère est brésilienne ; mon père chinois.” C’est cosmopolite ! »

## Groupes francophones du Canada
- Au Québec, les Québécois ou Franco-Québécois
- En Ontario, les Franco-Ontariens
- Au Manitoba, les Franco-Manitobains
- En Saskatchewan, les Fransaskois ou Franco-Saskatchewanais / Franco-Saskatchewannais
- En Alberta, les Franco-Albertains
- En Colombie-Britannique, les Franco-Colombiens ou Franco-Britanno-Colombiens
- Dans le Yukon, les Franco-Yukonais ou Franco-Yukonnais
- Dans les Territoires du Nord-Ouest, les Franco-Ténois
- Au Nunavut, les Franco-Nunavois ou Franco-Nunavutois
- À Terre-Neuve-et-Labrador, les Franco-Terreneuviens
- Au Nouveau-Brunswick, les Franco-Néo-Brunswickois ou Acadiens
- Dans l'Île-du-Prince-Édouard, les Franco-Prince-Édouardiens ou Acadiens
- En Nouvelle-Écosse, les Franco-Néo-Écossais ou Acadiens

## Vocabulaire
| France                                                               | Canada                                                                       | Notes |
| -------------------------------------------------------------------- | ---------------------------------------------------------------------------- | --- |
| Myrtille                                                             | Bleuet                                                                       | Techniquement, le bleuet et la myrtille sont deux espèces d'airelles différentes. Le bleuet est plus gros et pousse en Amérique du Nord. Le mot « bleuet » réfère à une fleur en Europe. |
| Pastèque                                                             | Melon d’eau                                                                  | -- |
| Glace                                                                | Crème glacée                                                                 | « Crème glacée » peut aussi être utilisé en Europe, mais beaucoup plus rarement. Au Canada, le mot « glace » signifie comme une flaque de glace ou des cubes de glaces. |
| Un steward, une hôtesse de l’air                                     | Un agent de bord                                                             | -- |
| Citronnade                                                           | Limonade                                                                     | En Europe, le mot « limonade » réfère à une boisson gazeuse sucrée qui n'est pas faite à base de jus de citron. |
| Gay                                                                  | Gai                                                                          | Au Canada, on préfère l'orthographe « gai » pour « homosexuel ». |
| Soutien-gorge                                                        | Brassière                                                                    | « Soutien-gorge » est parfois utilisé au Canada. |
| Ananas                                                               | Ananas                                                                       | Au Canada, le mot « ananas » se prononce généralement /a.na.nɑ/. |
| Petit déjeuner                                                       | Déjeuner                                                                     | Repas du matin ; « déjeuner » est aussi utilisé dans ce sens en Belgique, en Suisse et dans le sud de la France. |
| Déjeuner                                                             | Dîner, diner                                                                 | Repas du midi ; « dîner / diner » est aussi utilisé dans ce sens en Belgique, en Suisse et dans le sud de la France. |
| Dîner, diner                                                         | Souper                                                                       | Repas du soir ; « souper » est aussi utilisé dans ce sens en Belgique et en Suisse mais est vieilli en France. |
| (Téléphone) portable                                                 | (Téléphone) cellulaire                                                       | Techniquement parlant, un téléphone cellulaire est un type de téléphone mobile. Le terme est réservé au langage technique en dehors du Canada. |
| Supérette                                                            | Dépanneur                                                                    | Un magasin proche d'où on habite pour acheter du pain ou du lait par exemple. |
| Placard                                                              | Armoire / Garde-robe                                                         | « Placard » est parfois utilisé au Canada. |
| Maillot de bain                                                      | Costume de bain                                                              | -- |
| Sweat-shirt / Sweat à capuche                                        | Coton-ouaté / Hoodie (anglicisme)                                            | C'est une sorte de tee-shirt à manches longues. Il a une forme en « T » et s'enfile par l'encolure souvent élastique. |
| Et cetera                                                            | Et cetera                                                                    | (Etc.) Au Canada, le mot « et cetera » se prononce /ɛt.t͡ʃe.te.ʁa/. |
| (Être) sympa                                                         | (Être) fin (fam.)                                                            | -- |
| Moustique                                                            | Maringouin                                                                   | « Moustique » est aussi utilisé au Canada. |
| Bouton de fièvre                                                     | Feu sauvage                                                                  | -- |
| Bac à sable                                                          | Carré de sable                                                               | -- |
| Shopping                                                             | Magasiner (verbe) / Magasinage                                               | Exemple : « Allons faire du shopping ! ». Canada : « Allons magasiner! » ou « Allons faire du magasinage! ». |
| Serviette (de table)                                                 | Napkin (fam. anglicisme)                                                     | -- |
| Marron                                                               | Brun                                                                         | -- |
| Une basket, une tennis                                               | Une espadrille                                                               | Chaussure de sport souple. En Europe, une espadrille est un genre particulier de chaussure en corde. |
| Pékin                                                                | Beijing                                                                      | Capitale de la Chine. Le nom « Beijing » peut aussi être utilisé en Europe, mais c’est la forme francisée « Pékin » qui reste la norme officielle en France. |
| Beurre de cacahouètes                                                | Beurre d'arachide, beurre de pinottes (fam.)                                 | -- |
| Classeur                                                             | Cartable                                                                     | Instrument pour placer des feuilles. |
| Déambulateur                                                         | Marchette                                                                    | « Déambulateur » est aussi utilisé au Canada. |
| Toboggan                                                             | Glissade                                                                     | Une structure pour descendre en glissant qu'on trouve dans les parcs pour les enfants. |
| Maître / Maîtresse                                                   | Professeur / Enseignant                                                      | Personnes qui enseignent à l'école ; « Professeur » est aussi utilisé en France |
| Cookie                                                               | Biscuit (aux pépites de chocolat)                                            | « Cookie » n'est pas utilisé au Canada. En France, un cookie est un biscuit (nord-américain) aux pépites de chocolat, mais le mot « biscuit » est donc bien utilisé. |
| Serpillière                                                          | Vadrouille (fam.) Moppe                                                      | Instrument pour nettoyer le plancher avec de l'eau. |
| Fontaine                                                             | Fontaine d'eau / Abreuvoir                                                   | Distributeur d’eau dans un espace public ; peu répandu en Europe. |
| Racket                                                               | Taxage                                                                       | -- |
| Rond-point                                                           | Carrefour giratoire                                                          | « Rond-point » est aussi utilisé au Canada. |
| Prendre une cuite                                                    | Prendre une brosse                                                           | Une expression pour dire : « boire beaucoup d’alcool ». |
| Chaussette                                                           | (Paires de) bas                                                              | -- |
| Préservatif                                                          | Condom                                                                       | -- |
| Parking                                                              | (Parc de) stationnement                                                      | « Parking » est parfois utilisé au Canada. |
| Machine à laver, lave-linge                                          | Laveuse, lave-linge                                                          | Une machine pour nettoyer les vêtements. |
| Seau                                                                 | Chaudière                                                                    | Au Canada, « chaudière » est un seau qu'on accroche aux érables pour récupérer la sève qui fera du sirop d'érable. Mais « seau » est aussi utilisé au Canada. |
| Centre aéré                                                          | Camp de jour                                                                 | Un endroit où les enfants vont durant les vacances d'été. |
| Sèche-linge                                                          | Sécheuse                                                                     | Une machine à sécher les vêtements mouillés. |
| Chariot / Caddie                                                     | Chariot / Panier                                                             | -- |
| Gomme / gomme à effacer                                              | Efface / gomme à effacer                                                     | Instrument pour effacer l'écriture écrit par un crayon. |
| Football                                                             | Soccer                                                                       | Le football association aussi appelé « football européen » pour le distinguer des autres sports appelés « football ». |
| Football américain                                                   | Football (américain)                                                         | C'est un sport collectif opposant deux équipes de onze joueurs qui alternent entre la défense et l'attaque. Au Canada, il n'est pas nécessaire de dire « américain ». |
| Parc aquatique                                                       | Glissades d'eau / Cascades d'eau                                             | C'est une installation de loisirs et de détente, entièrement ou partiellement couverte et parsemée d'attractions aquatiques telles que les toboggans aquatique (glissades d'eau au Canada), etc. |
| Sac à main                                                           | Sacoche                                                                      | Un sac qu'on peut porter, généralement en bandoulière. |
| Pince crocodile                                                      | Câble de démarrage / Câble à booster                                         | Instrument qu'on utilise quand une voiture n'a plus de batterie. |
| Pomme d'amour                                                        | Pomme sucré                                                                  | -- |
| (Être) nul, ennuyeux                                                 | (Être) plate (fam.)                                                          | Exemple : France : « Ce film est nul. » Canada : « Ce film est plate. » |
| Écœurer / Écœurant                                                   | Écœurer                                                                      | « Écœurer » au Canada est utilisé pour dire qu'on énerve quelqu'un. |
| Croche-patte / Croc-en-jambe                                         | Jambette                                                                     | -- |
| L'anniversaire de quelqu'un                                          | La fête de quelqu'un                                                         | Au Canada, la phrase « bonne fête! » est utilisée pour célébrer le jour de la naissance de quelqu'un, comme en Suisse ; en France, elle est utilisée le jour de la fête du Saint qui a le même nom qu'une personne porte (par exemple : « bonne fête Jean ! » le jour de la Saint Jean). Le jour de la naissance de quelqu'un est souhaité par « bon anniversaire ! ». |
| Soda                                                                 | Liqueur / boisson gazeuse                                                    | Boisson non alcoolisée souvent gazéifiée. |
| Chanson                                                              | Toune (fam.)                                                                 | -- |
| Horloge                                                              | Cadran                                                                       | « Horloge » est aussi utilisé au Canada. |
| Sécher (les cours)                                                   | Foxer (fam.)                                                                 | -- |
| Torchon                                                              | Guenille                                                                     | -- |
| Fermer / verrouiller (une porte)                                     | Verrouiller / barrer (une porte)                                             | -- |
| Ouvrir / déverrouiller (une porte)                                   | Déverrouiller / débarrer (une porte)                                         | -- |
| Feu tricolore                                                        | Feu de circulation (fam.) Lumière                                            | -- |
| Dièse                                                                | Carré                                                                        | Symbole sur un clavier de téléphone ‹ # ›, qui est en fait un croisillon et non un dièse ; « dièse » est parfois utilisé au Canada. |
| Voiture, auto (fam.) Bagnole, caisse                                 | Voiture, auto (fam.) Char                                                    | Le terme « voiture » est occasionnellement utilisé au Canada. Le terme « char » est plutôt familier. |
| Weekend                                                              | Fin de semaine                                                               | « Weekend » est aussi utilisé au Canada ; en France, « fin de semaine » peut être utilisé mais est ambigu (samedi-dimanche ou vendredi, par rapport à la semaine de travail. |
| Noix de pécan                                                        | Pacane                                                                       | -- |
| Smartphone                                                           | Téléphone intelligent                                                        | -- |
| Couvert (de table)                                                   | Ustensile                                                                    | Instrument pour manger à table. |
| Gosse (fam.)                                                         | Gosse (fam.)                                                                 | Mot d'argot pour « enfant » en Europe et « testicule » au Canada. |
| Les fesses                                                           | Les foufounes (fam.)                                                         | -- |
| Maïs                                                                 | Blé d'Inde                                                                   | « Maïs » est aussi utilisé au Canada. |
| (Femme) : Petite amie, copine, meuf (Homme) : Petit ami, copain, mec | (Femme) : Blonde, petite amie, amoureuse (Homme) : Chum, petit ami, amoureux | Terme familier pour désigner la personne avec qui on a une relation amoureuse. « Copain / Copine » sont aussi utilisés au Canada. |
| Blatte                                                               | Coquerelle                                                                   | Un insecte brun ou noir, aplati et ovale. |
| Toutou                                                               | Toutou                                                                       | Mot affectueux référant à un chien en Europe et aux animaux en peluche au Canada. |
| Chanson entraînante / chanson traditionnelle                         | Turlute (fam.)                                                               | Le mot « turlute » signifie « fellation » en Europe. |
| Se chamailler / une chamaillerie                                     | Se chicaner / une chicane                                                    | -- |
| Bonnet                                                               | Tuque                                                                        | Un chapeau habituellement en laine porté durant l'hiver. |
| Tong                                                                 | Sandale / gougoune (fam.)                                                    | -- |
| Claquette (type de sandale)                                          | Sandale Slide (angl.)                                                        | -- |
| Pierre, Feuille, Ciseaux(Jeu)                                        | Roche, Papier, Ciseaux(Jeu)                                                  | -- |
| (Jeu) action ou vérité                                               | (Jeu) vérité ou conséquence                                                  | -- |
| Gant de toilette                                                     | Débarbouillette / Serviette                                                  | -- |
| Ordinateur portable                                                  | (Ordinateur) Portable Laptop (angl.)                                         | -- |
| (C'est) bien                                                         | (C'est) correct                                                              | Le mot « correct » est généralement prononcé /kɔ.ʁɛk/ au Canada. |
| Moufle                                                               | Mitaine                                                                      | En Europe, le mot « mitaine » réfère à un gant sans doigt. |
| Débardeur                                                            | Camisole                                                                     | Un sous-vêtement dont la forme reprend celle du tricot sans manches des dockers. |
| Cartable                                                             | Sac d’école, sac à dos                                                       | Un sac que les enfants amènent à l'école. Au Canada, le cartable est un cahier à anneaux (classeur) dans lequel on insère des feuilles de papier. |
| Boîte de conserve                                                    | Canne / Conserve                                                             | « Boîte de conserve » est aussi utilisé au Canada. |
| Briquette de lait                                                    | Berlingot de lait                                                            | Un carton de lait vendu petit format. |
| Dégouliner                                                           | Couler                                                                       | « Couler » est aussi utilisé en France. Exemple : France : « Attention ! Ça dégouline ! ». Canada : « Attention ! Ça coule ! ». |
| Pop-corn                                                             | Maïs soufflé                                                                 | « Pop-corn » est aussi couramment utilisé au Canada. |
| Coupon de réduction, bon de réduction                                | (Coupon de) rabais                                                           | « Réduction » est parfois utilisé au Canada. |
| Terrain de jeu / Aire de jeu                                         | Module / Aire de jeu                                                         | -- |
| Snowboard                                                            | Planche à neige                                                              | -- |
| Armoire (pour les dossiers)                                          | Classeur                                                                     | -- |
| Valise / Mallette                                                    | Valise                                                                       | Au Québec, le mot « mallette » réfère à un grand sac qui a la forme d'une valise. |
| Surimi                                                               | Goberge                                                                      | -- |
| Chewing-gum                                                          | Gomme, gomme à mâcher                                                        | -- |
| Ferry, bac                                                           | Traversier                                                                   | -- |
| Arobase                                                              | A commercial                                                                 | « Arobase » est parfois utilisé au Canada. |
| Un job                                                               | Une job                                                                      | Cet anglicisme est masculin en Europe et féminin au Canada. D’usage plus courant encore au Canada. |
| Monter (à bord)                                                      | Embarquer                                                                    | Monter dans un autobus, dans un train, dans une voiture, etc. |
| Commissariat (de police)                                             | Poste de police / Bureau de police                                           | Aussi appelé Sûreté du Québec dans la province de Québec. « Poste de police » est aussi utilisé en France pour des locaux ouverts 24 heures sur 24 ou uniquement aux heures administratives. |
| Virer                                                                | Renvoyer                                                                     | « Virer » est rarement utilisé au Canada. |
| Taille-crayon                                                        | Aiguisoir                                                                    | Instrument pour tailler un crayon en bois. |
| Aspirateur                                                           | Balayeuse                                                                    | « Aspirateur » est aussi utilisé au Canada. |
| Landau / Pousette                                                    | Poussette / Carrosse                                                         | Une voiture d'enfant avec laquelle on transporte des bébés. |
| Yaourt                                                               | Yogourt                                                                      | La forme « yogourt » est aussi utilisée en Belgique et en Suisse. |
| Radiateur                                                            | Calorifère                                                                   | Un instrument qui chauffe une pièce. |
| Milkshake                                                            | Lait frappé                                                                  | « Milkshake » est rarement utilisé au Canada. |
| Mixeur                                                               | Mélangeur                                                                    | -- |
| Grumeau                                                              | Motton                                                                       | Exemple : quand le lait est trop chaud, il y a des grumeaux. |
| (Jeu) pierre, feuille, ciseau                                        | (Jeu) roche, papier, ciseau                                                  | -- |
| Sèche-cheveux                                                        | Séchoir (à cheveux)                                                          | -- |
| Élan                                                                 | Orignal                                                                      | Techniquement, l'orignal est le nom donné aux élans d'Amérique du Nord. |
| Des bonbons (gélatineux)                                             | Des jujubes (fam.)                                                           | Des bonbons avec de la gélatine comme des ours en gélatine par exemple. |
| Ticket (de caisse)                                                   | Reçu / Facture                                                               | Une preuve d'achat. C'est un reçu que les commerces de détail remettent à chacun de leurs clients sous la forme d'une bande de papier imprimée par la caisse enregistreuse, sur laquelle figure le récapitulatif de leurs achats et le montant qu'ils ont réglé. |
| Sponsoriser                                                          | Commanditer / Adhérer                                                        | -- |
| Podologue                                                            | Podiatre                                                                     | -- |
| Buanderie                                                            | Salle de lavage                                                              | Au Canada, « salle de lavage » est plus utilisé dans une maison. Le mot « buanderie » est plus utilisé pour un endroit public où les gens vont pour nettoyer leurs vêtements. |
| Baudrier                                                             | Harnais                                                                      | Objet qu'on porte pour faire de l'escalade. |